# Steffstep

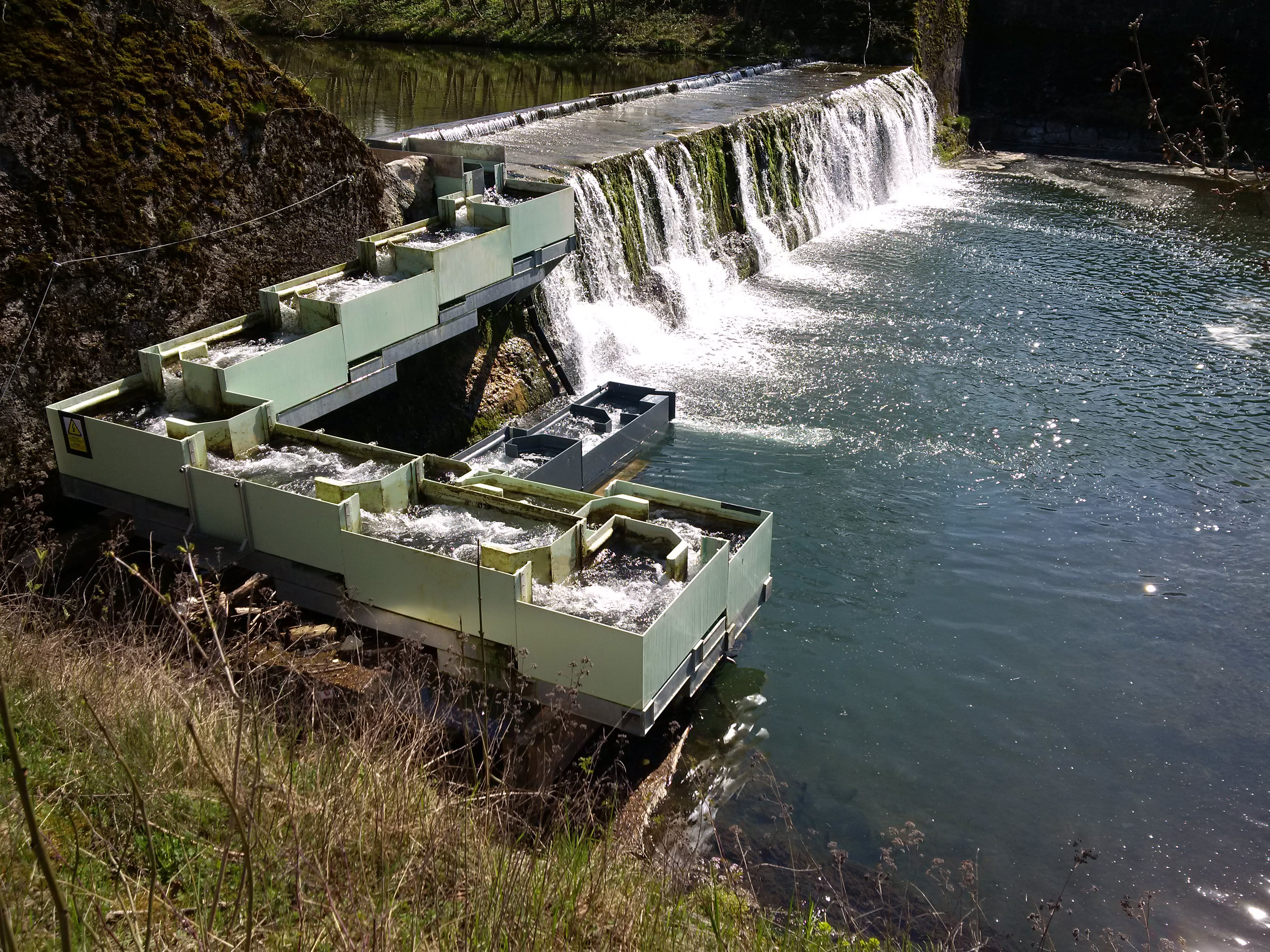
Steffstep in Kollbrunn an der Töss

Steffstep ist eine Fischtreppe für den Einsatz an Kleinwasserkraftwerken und sonstigen Querbauwerken, die von der WRH Walter Reist Holding AG entwickelt wurde. Die Fischtreppe Steffstep bildet dabei zusammen mit der Steffturbine und dem Steffmaster die sogenannte Steffworld.

## Funktionsweise
Fische sind als wandernde Organismen auf eine intakte Vernetzung der Fließgewässer angewiesen, jedoch sieht die Realität heute mehrheitlich anders aus. Von der Funktionsweise entspricht die Steffstep herkömmlichen Schlitzpässen. Im Gegensatz zu diesen basiert die Konstruktion auf einer eigenständigen Struktur, die modular aufgebaut ist und ohne große bauliche Veränderungen an vorhandenen Hindernissen angebracht und auch leicht wieder entfernt werden kann. Die horizontalen Becken sind stufenartig voneinander getrennt, wodurch nur eine relativ geringe Wassermenge benötigt wird. Dadurch ist die Steffstep besonders geeignet für den Einsatz an kleinen bis mittelgroßen Flüssen. Die Kanalelemente können durch verschiedene Größen an die jeweilige Fischfauna angepasst werden. Die einzelnen Becken sind mit Rampen verbunden und mit Substrat gefüllt, so dass auch eine bodennahe Wanderung der Organismen möglich ist.

## Anwendungsgebiet
Die Steffstep ist als Ergänzung zu den bisherigen Lösungen zur Wiederherstellung der Fischwanderung anzusehen und erweitert durch ihr platzsparendes Baukastensystem die Möglichkeiten der Fliessgewässervernetzung:
1. Nicht kraftwerksbedingte Hindernisse:  Grundsätzlich ist eine Renaturierung mit Beseitigung von Hindernissen der anzustrebende Zielzustand der Gewässer. Bis dies erreicht wird, kann es an gewissen Standorten jedoch einige Jahrzehnte dauern. Eine Fischtreppe kann an diesen Standorten eingesetzte werden um die Zeitspanne zu überbrücken, bis das Hindernis beseitigt wird. Sobald die nötigen Rahmenbedingungen geschaffen sind, das Hindernis zurückzubauen, kann die Fischtreppe wieder entfernt werden. Ein Großteil der verwendeten Materialien kann dabei an einem neuen Standort wieder zum Einsatz kommen. An diesen Standorten dient die Fischtreppe Steffstep als Übergangslösung.
2. Kraftwerksbedingte Hindernisse und Problemstandorte:  An Kleinwasserkraftwerken, an denen die Fischwanderung sichergestellt werden muss, verhindern zum Teil äußere Sachzwänge (z. B. wenig Platz, Auenschutzgebiete, Denkmalschutz) den Bau von herkömmlichen Fischtreppen. An diesen Standorten bietet die Fischtreppe Steffstep eine alternative Lösung für die Fischwanderung. Ebenso kann die Steffstep im Siedlungsgebiet verwendet werden, wo ebenfalls häufig aus Platzmangel herkömmliche Lösungen ungeeignet sind. An solchen Standorten  ist die Steffstep als Dauerlösung einsetzbar.

## Erfolgskontrolle

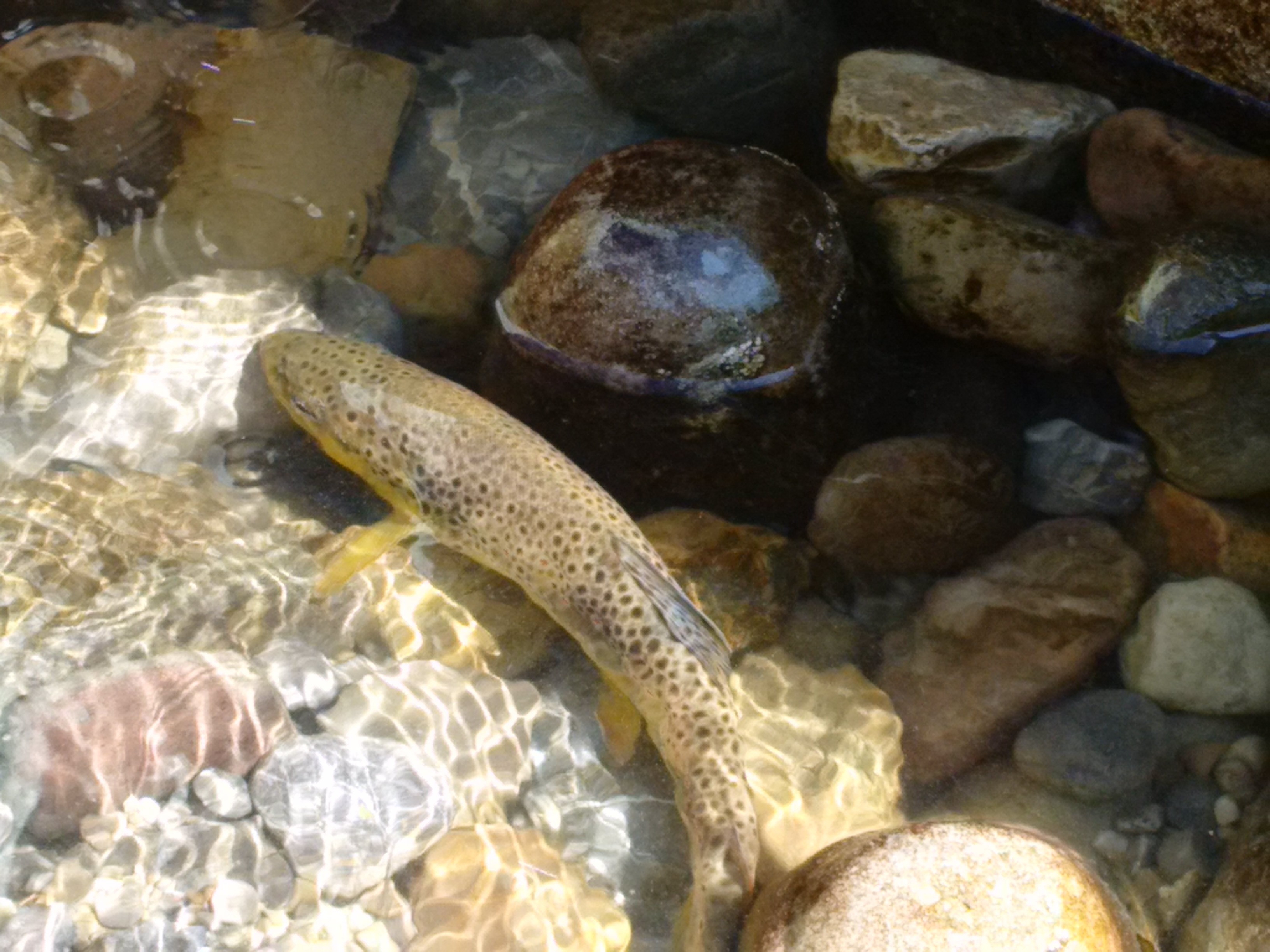
Bachforelle in der Fischtreppe Steffstep

Die ökologische Funktionstüchtigkeit einer Fischtreppe setzt sich zusammen aus der Auffindbarkeit (finden die Fische den Eingang der Fischtreppe?) und der Passierbarkeit (kommen die Fische, welche den Eingang gefunden haben, auch oben an?). Eine der größten Herausforderungen jeder Fischtreppe ist die optimale Positionierung des Fischeinstieges und damit die Auffindbarkeit der Anlage. Jede Anlage muss daher individuell geplant werden.
Die ökologische Funktionstüchtigkeit der Fischtreppe Steffstep wurde mittels PIT-Tagging (Passive Integrated Transponder), Reusenzählungen sowie mittels Kameraaufnahmen zwischen 2015 und 2016 in Kollbrunn an der Töss wissenschaftlich untersucht. Die Resultate zeigen eine hohe Passierbarkeit von Bachforellen durch die Anlage, besonders von erwachsenen Tieren. Die Untersuchung weiterer Fischarten steht noch aus.